# Beaucourt-en-Santerre
Beaucourt-en-Santerre (picardisch: Boucourt-in-Santérre) ist eine nordfranzösische Gemeinde mit 164 Einwohnern (Stand 1. Januar 2022) im Département Somme in der Region Hauts-de-France. Die Gemeinde liegt im Arrondissement Montdidier, ist Teil der Communauté de communes Avre Luce Noye und gehört zum Kanton Moreuil.

## Geographie
Die Gemeinde in der Landschaft Santerre liegt nördlich der großzügig ausgebauten Départementsstraße D934 (frühere Route nationale 334) von Amiens nach Noyon rund 8 km ostnordöstlich von Moreuil an der Départementsstraße D28.

## Geschichte
Zwischen Beaucourt, Mézières-en-Santerre und Fresnoy-en-Chaussée lag ein römischer Vicus.
Die in mehreren Gefechten des Ersten Weltkriegs verwüstete Gemeinde erhielt als Auszeichnung das Croix de guerre 1914 – 1918.

## Einwohner
| 1962 | 1968 | 1975 | 1982 | 1990 | 1999 | 2006 | 2010 |
| ---- | ---- | ---- | ---- | ---- | ---- | ---- | ---- |
| 86   | 83   | 84   | 82   | 101  | 114  | 162  | 175  |

## Verwaltung
Bürgermeister (maire) ist seit 2001 Hubert Capelle.	

## Sehenswürdigkeiten
- Schloss